# رهاب الضوء (أحياء)
رُهاب الضوء (الصفة: رهوب الضوء) (الاسم العلمي:Photophobia) في علم الأحياء تشير إلى استجابة سلبية للضوء.
إن رُهاب الضوء سلوك يظهر على الحشرات أو الحيوانات الأخرى التي تميل إلى البقاء بعيدًا عن الضوء. في علم النبات، يصف مصطلح رُهاب الضوء/رهوب الضوء النباتات المحبة للظل التي تنمو في ظروف الإضاءة الخافتة. يمكن أن يشير مصطلح رُهاب الضوء (رد فعل رهوب الضوء) أيضًا إلى انجذاب ضوئي سالب أو استجابة الانتحاء الضوئي.